# 김성대 (프로게이머)
김성대(1992년 4월 23일 ~ )는 대한민국의 전직 스타크래프트, 스타크래프트 II 프로게이머이다. NsP_Action라는 아이디를 사용하며, 종족은 저그이다.

## 개요
2008년 상반기 드래프트에서 이스트로의 4차 지명으로 입단하였다.
2군 평가전에서 높은 승률과 많은 승리를 쌓아 2군 본좌라 불리기도 하며, 08-09 프로리그에서는 이렇다할 성적을 기록하지 못했지만, 09-10 프로리그에서 팀내 저그 에이스카드로 자리매김을 하게 되었다.
2010년 생애 첫 스타리그 진출에 성공한 김성대는 조 1위로 8강에 진출했는데 이는 이스트로 소속 선수가 3년 만에 개인리그 8강에 진출한 것이다. 그러나 8강에서 화승 OZ의 이제동에게 2:0으로 패배하며 로얄로더의 꿈은 접게 되었다.
2010년 10월 이스트로의 해체로 이스트로 선수단 공개 드래프트를 통해 KT 롤스터에 영입되었다.
디파일러를 매우 잘 다루며 이영호와 경기에서 패하긴 했기만 뛰어난 디파일러 활용을 해서 테란에게 강한 면을 보였다. 그러나 이적 후 2011년 말까지 이스트로에서 만큼의 실력을 보여주지 못하고 있었다.
한 팬에 의해 김성대가 초등학교 시절 아홉살인생 영화에 반 학생역으로 출연한 것이 알려지게 되었다.
2012년 준플레이오프에서 CJ를 상대로 김정우를 2번이나 제압하며 팀을 플레이오프에 직행하게 하는 계기를 마련하였다. 최근 디파일러를 활용한 운영을 많이 선보이며, 예전의 디파일러 마스터의 위용을 되찾고 있다.
2012 스타리그 듀얼 예선에서도 녹지 않은 실력으로 8게임단의 전태양을 두 번이나 제압을 하며 스타리그 진출에 성공하였다.
2012년 7월 발표된 랭킹부문에서 3위를 기록하며, 김성대는 처음으로 저그랭킹 1위자리를 차지하게 된다.
2015년 4월 29일 프로게이머 은퇴를 공식 발표했다.

## 주요 상대 선수들과의 전적
김성대의 은퇴로 이제 이 전적들은 모두 변함들이 없다.

### 약세

#### 김택용
이스트로에 몸담고 있던 때부터 촉망받아 오던 김성대이며 저그의 재앙이라는 김택용을 상대로도 뛰어난 경기력을 보여 왔지만, 김택용과의 경기에서는 거의 김성대가 패배하는 쪽이었다. 김성대는 김택용에게 상대전적에서 2:9로 압도적으로 밀리며 대 김택용 전에 약점을 보이고 있다.
- 김성대 패 vs 김택용 승 2009년 2월 1일 신한은행 프로리그 08-09 3라운드 SKT vs 이스트로 7세트 안드로메다
- 김성대 패 vs 김택용 승 2010년 1월 13일 신한은행 프로리그 09-10 2라운드 이스트로 vs SKT 1세트 매치포인트
- 김성대 승 vs 김택용 패 2010년 2월 5일 대한항공 스타리그 2010 시즌1 예선 J조 결승 1경기 매치포인트
- 김성대 패 vs 김택용 승 2010년 2월 5일 대한항공 스타리그 2010 시즌1 예선 J조 결승 2경기 태풍의눈
- 김성대 패 vs 김택용 승 2010년 2월 5일 대한항공 스타리그 2010 시즌1 예선 J조 결승 3경기 투혼
- 김성대 패 vs 김택용 승 2010년 7월 10일 빅파일 MSL 2010 32강 C조 승자전 트라이애슬론
- 김성대 패 vs 김택용 승 2010년 8월 4일 대한항공 스타리그 2010 시즌2 16강 A조 4경기 폴라리스랩소디
- 김성대 승 vs 김택용 패 2010년 12월 15일 신한은행 프로리그 10-11 2라운드 KT vs SKT 1세트 이카루스
- 김성대 패 vs 김택용 승 2011년 6월 12일 신한은행 프로리그 10-11 6라운드 KT vs SKT 3세트 얼터너티브
- 김성대 패 vs 김택용 승 2011년 12월 9일 SK플래닛 프로리그 11-12 시즌1 1라운드 KT vs SKT 2세트 제이드
- 김성대 패 vs 김택용 승 2013년 4월 6일 SK플래닛 스타크래프트 II 프로리그 12-13 4라운드 SKT vs KT 3세트 투혼(HotS)

#### 이재호
테란전 승률이 낮은 김성대는 테란천적이 여럿인데, 그중 '저그전의 달인' 이재호에게는 전패를 기록 중에 있다. 상대전적에서 0:4로 밀려 있다.
- 김성대 패 vs 이재호 승 2010년 3월 8일 신한은행 프로리그 09-10 3R 이스트로 vs MBC게임 3세트 투혼
- 김성대 패 vs 이재호 승 2010년 4월 12일 신한은행 프로리그 09-10 4R 이스트로 vs MBC게임 2세트 로드런너
- 김성대 패 vs 이재호 승 2010년 6월 14일 신한은행 프로리그 09-10 5R MBC게임 vs 이스트로 2세트 그랜드라인 SE
- 김성대 패 vs 이재호 승 2011년 7월 19일 신한은행 프로리그 10-11 준플레이오프 3차전 KT vs 웅진 4세트 라만차

#### 이성은
이성은에게는 약세. 상대전적에서 2:4로 밀려 있다. 이성은이 스타2 해설을 맞게 되어서, 이 전적은 변함이 없다.
- 김성대 승 vs 이성은 패 2009년 11월 1일 신한은행 프로리그 09-10 1R 이스트로 vs 삼성전자 2세트 용오름
- 김성대 패 vs 이성은 승 2009년 12월 20일 신한은행 프로리그 09-10 2R 삼성전자 vs 이스트로 1세트 네오문글레이브
- 김성대 패 vs 이성은 승 2010년 1월 30일 신한은행 프로리그 09-10 3R 이스트로 vs 삼성전자 3세트 로드런너
- 김성대 승 vs 이성은 패 2011년 2월 27일 신한은행 프로리그 10-11 4R KT vs 공군 3세트 피의 능선
- 김성대 패 vs 이성은 승 2011년 11월 26일 SK플래닛 프로리그 11-12 시즌1 1R KT vs 공군 5세트 제이드
- 김성대 패 vs 이성은 승 2012년 5월 22일 SK플래닛 프로리그 11-12 시즌2 1R 공군 vs KT 전반 2세트 네오그라운드제로

#### 송병구
송병구에게는 약세다. 공식전만으로는 1:2 열세, 비공식전까지 합치면 1:3 열세다. 2013년 1월에 프로리그에서 비공식전까지 포함한 상대전적 전패를 끊었다.
- 김성대 패 vs 송병구 승 2010년 7월 28일 경남 STX컵 마스터즈 2010 9-10위전 삼성전자 vs 이스트로 2세트 심판의 날
- 김성대 패 vs 송병구 승 2011년 3월 13일 신한은행 프로리그 10-11 4라운드 삼성전자 vs KT 6세트 이카루스
- 김성대 패 vs 송병구 승 2012년 2월 14일 SK플래닛 프로리그 11-12 시즌1 3라운드 KT vs 삼성전자 1세트 그라운드제로
- 김성대 승 vs 송병구 패 2013년 1월 20일 SK플래닛 스타크래프트 II 프로리그 12-13 2라운드 KT vs 삼성전자 4세트 네오 비프로스트

#### 이영호
이영호에게는 약세. 상대전적에서 0:4 열세다. 신한은행 프로리그 10-11부터 두선수는 같은 팀으로써, 2012년 열린 티빙 스타리그 2012에서 같은 팀이 되고 나서 만났으나, 패배하였으며, 재경기에서도 만났지만, 역시 패배하였다.
- 김성대 패 vs 이영호 승 2010년 4월 8일 2010 MSL 시즌1 32강 B조 최종전 트라이애슬론
- 김성대 패 vs 이영호 승 2010년 5월 19일 신한은행 프로리그 09-10 4라운드 이스트로 vs KT 4세트 로드런너
- 김성대 패 vs 이영호 승 2012년 5월 16일 티빙 스타리그 2012 16강 A조 2경기 네오일렉트릭서킷
- 김성대 패 vs 이영호 승 2012년 6월 5일 티빙 스타리그 2012 16강 A조 재경기 2경기 신 저격능선

#### 허영무
김성대는 송병구에게도 공식전만으로는 1:2, 비공식전까지 합쳐서 1:3으로 약세며, 허영무에게도 약세다. 공식전만으로는 1:3, 비공식전까지 합치면 1:4로 열세다. 처음 만나서는 승리했지만, 그 뒤로는 비공식전까지 합쳐서 허영무전 연패중이다.
- 김성대 승 vs 허영무 패 2010년 6월 5일 신한은행 프로리그 09-10 5라운드 삼성전자 vs 이스트로 3세트 투혼
- 김성대 패 vs 허영무 승 2010년 6월 11일 대한항공 스타리그 2010 시즌2 오후조 36강 시드 와일드카드 8강 3경기 그레이트 배리어 리프
- 김성대 패 vs 허영무 승 2011년 3월 29일 2011 MSL 서바이버 토너먼트 10조 패자전 태양의 제국
- 김성대 패 vs 허영무 승 2012년 2월 11일 SK플래닛 프로리그 11-12 시즌1 2라운드 삼성전자 vs KT 2세트 제이드
- 김성대 패 vs 허영무 승 2012년 5월 29일 티빙 스타리그 2012 16강 A조 5경기 신 저격능선

#### 김도우
지금은 해체된 이스트로에서 한솥밥을 먹기도 했던 두선수의 상대전적은 공식전만으로는 1:2, 비공식전까지 합쳐서 1:4로 김성대가 밀린다. SK플래닛 스타크래프트 프로리그 시즌2에서 상대전적 전패를 끊었다.
- 김성대 패 vs 김도우 승 2010년 11월 28일 신한은행 프로리그 10-11 2라운드 KT vs STX 4세트 그랜드 라인 SE
- 김성대 패 vs 김도우 승 2011년 6월 17일 스타리그 2011 프로-암 예선 B조 4강 1경기 글라디에이터
- 김성대 패 vs 김도우 승 2011년 6월 17일 스타리그 2011 프로-암 예선 B조 4강 2경기 신 피의 능선
- 김성대 패 vs 김도우 승 2011년 7월 10일 신한은행 프로리그 10-11 6강 플레이오프 KT vs STX 2세트 포트리스 SE
- 김성대 승 vs 김도우 패 2012년 7월 7일 SK플래닛 프로리그 11-12 시즌2 2라운드 STX vs KT 전반전 2세트 네오 일렉트릭 서킷

### 강세

#### 전태양
전태양에게는 강세를 보이고 있다. 2012 스타리그 듀얼토너먼트에서는 전태양만 두 번 잡으며 스타리그에도 진출하였다. 프로리그에선 한번도 만난 적이 없었으나, 2013년 2월에 처음으로 프로리그에서 만나서 처음으로 패했다. 상대전적은 3:1.
- 김성대 승 vs 전태양 패 2010년 2월 27일 신한은행 프로리그 09-10 3R 위메이드 vs 이스트로 6세트 네오문글레이브
- 김성대 승 vs 전태양 패 2012년 4월 15일 2012 스타리그 듀얼토너먼트 B조 2경기 그라운드제로
- 김성대 승 vs 전태양 패 2012년 4월 15일 2012 스타리그 듀얼토너먼트 B조 최종전 글라디에이터
- 김성대 패 vs 전태양 승 2013년 2월 1일 SK플래닛 스타크래프트 II 프로리그 12-13 3R KT vs 제8게임단 2세트 아킬론평원

#### 신상문
이스트로 출신 선수들에게 강했던 신상문은 유독 김성대에게만은 약한 모습을 보여주고 있다. 상대전적은 비공식전 포함 3:0. 공식전만 따지면 2:0이지만 그래도 강하다.
- 김성대 승 vs 신상문 패 2010년 7월 5일 신한은행 프로리그 09-10 5R 이스트로 vs 하이트 1세트 투혼
- 김성대 승 vs 신상문 패 2010년 7월 26일 경남 STX컵 마스터즈 2010 10-11위전 하이트 vs 이스트로 6세트 폴라리스 랩소디
- 김성대 승 vs 신상문 패 2010년 8월 13일 대한항공 스타리그 시즌2 16강 A조 6경기 비상-드림라이너

#### 박영민
박영민에게는 강세. 상대전적 공식전만으로는 1:0, 비공식전까지 합치면 3:1 강세다. 박영민의 사실상 은퇴로 이 전적은 변함이 없다.
- 김성대 승 vs 박영민 패 2011년 2월 27일 신한은행 프로리그 10-11 4라운드 KT vs 공군 2세트 아즈텍
- 김성대 승 vs 박영민 패 2011년 6월 30일 서바이버 토너먼트 시즌2 예선 20조 결승 1경기 라 만차
- 김성대 패 vs 박영민 승 2011년 6월 30일 서바이버 토너먼트 시즌2 예선 20조 결승 2경기 몬테크리스토
- 김성대 승 vs 박영민 패 2011년 6월 30일 서바이버 토너먼트 시즌2 예선 20조 결승 3경기 서킷 브레이커

#### 이신형
이신형에게는 강세다. 상대전적 공식전만으로는 2:1, 비공식전까지 합치면 3:1 강세다.
- 김성대 승 vs 이신형 패 2009년 9월 24일 프로리그 팀 라인업 매치 STX 테란 vs 이스트로 저그 3세트 심판의 날
- 김성대 승 vs 이신형 패 2010년 6월 3일 빅파일 MSL 2010 서바이버 토너먼트 1조 승자전 매치 포인트
- 김성대 패 vs 이신형 승 2011년 1월 23일 신한은행 프로리그 10-11 3라운드 STX vs KT 5세트 이카루스
- 김성대 승 vs 이신형 패 2012년 5월 23일 티빙 스타리그 2012 16강 A조 4경기 글라디에이터

#### 김윤중
김윤중에게는 강세다. 상대전적 공식전만으로는 2:2 타이이나, 비공식전까지 합치면 6:3으로 더 강세다. 김윤중이 은퇴를 했기에 다신 만날 일이 없다.
- 김성대 패 vs 김윤중 승 2010년 2월 5일 대한항공 스타리그 2010 시즌1 예선 J조 4강 1경기 투혼
- 김성대 승 vs 김윤중 패 2010년 2월 5일 대한항공 스타리그 2010 시즌1 예선 J조 4강 2경기 매치 포인트
- 김성대 승 vs 김윤중 패 2010년 2월 5일 대한항공 스타리그 2010 시즌1 예선 J조 4강 3경기 태풍의 눈
- 김성대 패 vs 김윤중 승 2010년 3월 2일 신한은행 프로리그 09-10 3라운드 STX vs 이스트로 2세트 로드런너
- 김성대 패 vs 김윤중 승 2010년 6월 30일 대한항공 스타리그 2010 시즌2 36강 H조 1차전 1경기 태풍의 눈
- 김성대 승 vs 김윤중 패 2010년 6월 30일 대한항공 스타리그 2010 시즌2 36강 H조 1차전 2경기 비상 드림라이너
- 김성대 승 vs 김윤중 패 2010년 6월 30일 대한항공 스타리그 2010 시즌2 36강 H조 1차전 3경기 그랜드라인 SE
- 김성대 승 vs 김윤중 패 2012년 3월 31일 스타리그 2012 예선 C조 4강 1경기 네오 일렉트릭 서킷
- 김성대 승 vs 김윤중 패 2012년 3월 31일 스타리그 2012 예선 C조 4강 2경기 저격능선

#### 김성현
김성현에게는 강세다. 상대전적 공식전만으로는 1:0이나, 비공식전까지 합치면 3:1 더 강세다.
- 김성대 패 vs 김성현 승 2009년 4월 2일 2009 MSL 서바이버 토너먼트 시즌1 예선 9조 8강 1경기 데스티네이션
- 김성대 승 vs 김성현 패 2009년 4월 2일 2009 MSL 서바이버 토너먼트 시즌1 예선 9조 8강 2경기 메두사
- 김성대 승 vs 김성현 패 2009년 4월 2일 2009 MSL 서바이버 토너먼트 시즌1 예선 9조 8강 3경기 비잔티움 2
- 김성대 승 vs 김성현 패 2012년 1월 18일 SK플래닛 프로리그 11-12 시즌1 2라운드 STX vs KT 1세트 제이드

## 주요 기록

### 전적
통산전적 (13.04.08 기준, 스타2 전적포함)
|             | 경기 | 승-패   | 승률  |
| ----------- | ---- | ------- | ----- |
| 대 테란     | 78   | 35–43   | 44.9% |
| 대 저그     | 69   | 34–35   | 49.3% |
| 대 프로토스 | 63   | 31–32   | 49.2% |
| 총합        | 210  | 100–110 | 47.6% |

### 수상 경력

#### 스타크래프트
- 2007년 8월 제32회 커리지매치 입상
- 2009년 6월 프로리그 2009 3차 2군평가전 다승왕 (공동)
- 2010년 2월 하나대투증권 MSL 2010 32강
- 2010년 7월 빅파일 MSL 2010 32강
- 2010년 8월 대한항공 스타리그 2010 Season 2 8강
- 2010년 10월 박카스 스타리그 2010 36강
- 2010년 11월 피디팝 MSL 2010 16강
- 2012년 3월 SK플래닛 스타크래프트 프로리그 시즌1 준플레이오프 MVP
- 2012년 6월 Tving 스타리그 2012 16강

#### 스타크래프트 II
- 2014년 4월 2014 WCS 코리아 시즌 2 핫식스 글로벌 스타크래프트 II 리그 코드 A 48강